# Jaroslav Bžoch
Jaroslav Bžoch (ur. 30 listopada 1983 w Cieplicach) – czeski polityk, menedżer, samorządowiec i rugbysta, deputowany do Izby Poselskiej, poseł do Parlamentu Europejskiego X kadencji.

## Życiorys
Ukończył szkołę średnią techniczną w Cieplicach, a w 2009 studia ekonomiczne na Uniwersytecie Jana Evangelisty Purkiniego w Uściu nad Łabą. Pracował w transporcie i logistyce, przebywał w celach zarobkowych w Nowej Zelandii. Później obejmował wyższe stanowiska menedżerskie w sektorze prywatnym. Jako sportowiec zajął się uprawianiem rugby league w ramach zespołu RLC Dragons Krupka, został też reprezentantem Czech w tej dyscyplinie.
W latach 2007–2011 był członkiem Obywatelskiej Partii Demokratycznej, dołączył następnie do ugrupowania ANO 2011. W 2014 wybrany na radnego miejskiego w Cieplicach, a w 2016 na radnego kraju usteckiego. W wyborach w 2017 i 2021 uzyskiwał mandat deputowanego do Izby Poselskiej. W 2024 został natomiast wybrany do Parlamentu Europejskiego X kadencji.